# Big Hit Entertainment
Big Hit Entertainment (hangul: 빅히트 엔터테인먼트), eller bara Big Hit, är ett sydkoreanskt skivbolag och en talangagentur grundat 4 februari 2005 av Bang Si-hyuk. Big Hit strävar efter "att ge ett positivt inflytande tillsammans med våra artister och fans".

## Artister

### Nuvarande
|     |
| BTS |

|          |
| Lee Hyun |

|    |
| RM |

|         |
| Agust D |

|        |
| J-Hope |

|     |
| TXT |

### Tidigare
|                 |
| 2AM (2010–2014) |

|                                      |
| 8Eight (2007–2014, med Source Music) |

|                                    |
| Glam (2012–2015, med Source Music) |

|                           |
| Lim Jeong-hee (2012–2015) |

|                   |
| Homme (2010-2018) |

|                                      |
| Lee Chang-min (2010-2014, 2015-2018) |